# Wojciech Jawień
Wojciech Jawień – polski farmaceuta, doktor habilitowany nauk farmaceutycznych, adiunkt na Uniwersytecie Jagiellońskim w Krakowie.

## Kariera naukowa
W 1981 roku na Uniwersytecie Jagiellońskim uzyskał tytuł magistra fizyki. W tym samym roku został zatrudniony na tejże uczelni, a w 1990 roku na jej Wydziale Farmaceutycznym Collegium Medicum uzyskał stopień doktora nauk farmaceutycznych na podstawie rozprawy pt. Opracowanie komputerowego systemu informacji o leku, posiadającego cechy systemu ekspertowego w zakresie leków krążeniowych, której promotorem był Jerzy Brandys. W 2016 roku ten sam wydział nadał mu stopień doktora habilitowanego nauk farmaceutycznych na podstawie pracy pt. Statyczne i obliczeniowe aspekty badania dostępności biologicznej i biorównoważności leków.